# Emma Sehested Høeg
Emma Sehested Høeg (født 21. januar 1994) er en dansk skuespiller, entertainer og sanger. Hun er uddannet på Den Danske Scenekunstskole i København.
Hun har sammen med sceneinstruktør Jennifer Vedsted Christiansen skabt kunstnerduoen How To Kill a Dog, som har produceret en række sceneforestillinger som Lolita for altid og tv-serien Killjoy. Dueon blev i 2023 modtagere af Kronprinsparrets Stjernedryspris 2023.
Høeg udgav sit debutalbum I Know All The Words But I Can't Say Goodbye i oktober 2024.

## Karriere
I 2020 skabte og medvirkede Høeg sammen med Magnus Haugaard i DR-satireserien Skyld. Høeg og Haugaard spillede selv de to hovedroller som et unavngivet kærestepar, der gang på gang skændes, mens de sidder i deres bil. Serien, der havde premiere på DR2+, består af 17 episoder af 5-7 minutters varighed, og blev modtaget med positiv kritik. For sin rolle i Skyld og forestillingen Lolita for altid blev Høeg nomineret til prisen som 'Årets Komiker' ved Zulu Comedy Galla i 2022.
I februar 2024 annoncerede Høeg sin graviditet i forbindelse med at hun skulle gå model for Baum und Pferdgartens modeshow under Copenhagen Fashion Week.
Den 11. oktober 2024 udgav Høeg sit debutalbum I Know All The Words But I Can’t Say Goodbye. Samme aften afholdt hun en koncert i Brorsons Kirke i København i samarbejde med musikmagasinet Soundvenue, hvor hun spillede alle albummets ti numre fra start til slut. Albummet modtog fire ud af seks stjerner fra Soundvenue og fem ud af seks stjerner fra GAFFA.

## Privat
Sehested Høeg har været i forhold med Jonas Visti, radiovært og dj, siden 2020. De har sammen en datter (f. 2024).

## Musik

### Diskografi
| Titel                                                                      | Albumdetaljer                                           | Højeste placering | Certificering |
| Titel                                                                      | Albumdetaljer                                           | Danmark           | Certificering |
| -------------------------------------------------------------------------- | ------------------------------------------------------- | ----------------- | ------------- |
| I Know All The Words But I Can’t Say Goodbye                               | - Udgivet: 11. oktober 2024 - Selskab: The Bank Records | —                 |               |
| "—" markerer en udgivelse, hvor der ikke er registreret hitlisteplacering. |                                                         |                   |               |

## Filmografi

### Spillefilm
| År   | Titel                          | Rolle         |
| ---- | ------------------------------ | ------------- |
| 2005 | Far til fire - gi'r aldrig op! | Julie         |
| 2008 | Far til fire - på hjemmebane   | Julie         |
| 2008 | Den du frygter                 | Selma         |
| 2011 | Magi i luften                  | Lina          |
| 2014 | Miraklet                       |               |
| 2014 | Fasandræberne                  | Pige i skoven |
| 2017 | Sange i solen                  | Anna          |
| 2018 | Brakland                       | Anne          |
| 2022 | Kagefabrikken                  | June          |

### Serier
| År        | Titel        | Rolle         | Episoder    |
| --------- | ------------ | ------------- | ----------- |
| 2007      | Danni        | Danni         | 4 episoder  |
| 2015      | Anton 90     | Katharina     | 8 episoder  |
| 2013-2015 | Badehotellet | Ella Hoffmann | 3 episoder  |
| 2016      | Bedrag       | Elisa         | 1 episode   |
| 2018-2020 | 29           | Simone        | 4 episoder  |
| 2020      | Centrum      | Anemone       | 2 episoder  |
| 2020-2021 | Limboland    | Katrine       | 16 episoder |
| 2020-2021 | Skyld        |               | 17 episoder |
| 2022      | Killjoy      | Nanna         | 6 episoder  |
| 2022-2024 | Orkestret    | Elin          | 11 episoder |

### Tegnefilm
| År   | Titel          | Rolle           |
| ---- | -------------- | --------------- |
| 2018 | Ternet Ninja   | Jessica Eberfrø |
| 2021 | Ternet Ninja 2 | Jessica Eberfrø |